# Fem-mandskomiteen
Fem-mandskomitén (Committee of Five) var en gruppe nedsat af Den Anden Kontinentale Kongres den 11. juni 1776. Formålet med komitéen var at udarbejde et udkast til USA's uafhængighedserklæring. 
Komiteen bestod af:
- John Adams fra Massachusetts
- Benjamin Franklin fra Pennsylvania
- Thomas Jefferson fra Virginia
- Roger Sherman fra Connecticut
- Robert R. Livingston fra New York.

Thomas Jefferson blev udpeget af de andre fire til at skrive det første udkast, hvilket han gjorde på 17 dage. Jefferson forelagde udkastet for Franklin og Adams, som kom med nogle få ændringsforslag. Den samlede komite kom med nogle få yderligere ændringer, og dokumentet blev endelig præsenteret for den samlede Kontinentale kongres den 2. juli. Kongressen debatterede udkastet hele den 2. juli, og den 3. juli, og det var først op ad formiddagen den 4. juli 1776, at man blev færdig med at finpudse teksten, og Uafhængighedserklæringen blev færdig.

## Eksterne referencer
- Om Uafhængighedserklæringen og dens historie Arkiveret 4. november 2006 hos  Wayback Machine